# Pajares de Adaja
Pajares de Adaja – gmina w Hiszpanii, w prowincji Ávila, w Kastylii i León, o powierzchni 23,24 km². W 2011 roku gmina liczyła 194 mieszkańców.